# Solariella varicosa
Solariella varicosa is een slakkensoort uit de familie van de Solariellidae. De wetenschappelijke naam van de soort is voor het eerst geldig gepubliceerd in 1842 door Mighels & Adams.